# The Tragedy of Whispering Creek

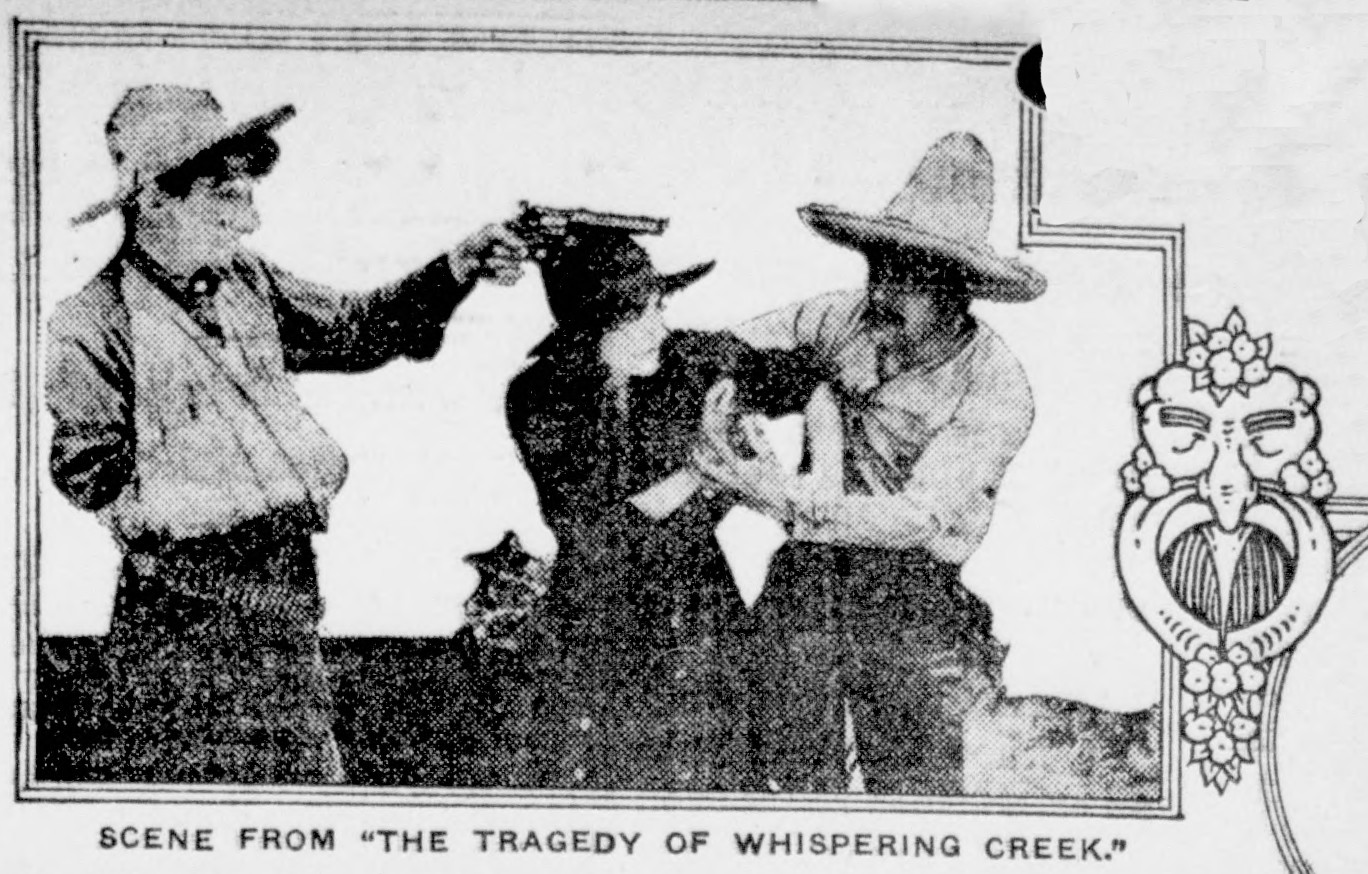
Image publicitaire pour le film, publiée dans un journal (1914)

The Tragedy of Whispering Creek est un film muet américain réalisé par Allan Dwan et sorti en 1914.

## Fiche technique
- Réalisation : Allan Dwan
- Scénario : Lon Chaney, d'après une histoire de Elliot J. Clawson
- Chef opérateur : Lee Bartholomew
- Durée : 20 minutes
- Date de sortie : États-Unis : 2 mai 1914

## Distribution
- Murdock MacQuarrie : l'étranger
- Pauline Bush : l'orpheline
- Lon Chaney
- William C. Dowlan : Bashful Bill
- George Cooper : le Kid
- Mary Ruby
- Doc Crane
- William Lloyd
- John Burton